# Kurak Leghorn
Kurak Leghorn (ang. Foghorn Leghorn) – postać koguta rasy leghorn z serii kreskówek Zwariowane melodie wytwórni Warner Bros., stworzona w 1946 przez Roberta McKimsona. Kurak jest szefem stada kur i lubi dokuczać Psu. Jego największym, ale bardzo małym przeciwnikiem jest Jastrząbek Henry, który nazywa Kuraka „hałaśliwym pajacem”. Powstało 28 kreskówek z udziałem Kuraka Leghorna:
| - 1946: Jastrząbek szuka czegoś na ząbek (Walky Talky Hawky) - 1947: Ten pieje, kto pieje ostatni (Crowing Pains) - 1948: Być Kurakiem (The Foghorn Leghorn) - 1949: Henio Jastrząbek znowu poluje (Henhouse Henery) - 1950: Kto kogo przechytrzy? (The Leghorn Blows at Midnight) - 1950: Pokonać kota (A Fractured Leghorn) - 1951: Kogut w opałach (Leghorn Swoggled) - 1951: Samotny Kurak (Lovelorn Leghorn) - 1952: Trzecia runda (Sock-a-Doodle-Do) - 1952: Kogut z jajem (The EGG-Cited Rooster) - 1953: Łasica wyrusza na polowanie (Plop Goes the Weasel) - 1953: Jak kura męża szukała (Of Rice and Hen) - 1954: Mały rozrabiaka (Little Boy Boo) - 1955: Przerobiony kogut (Feather Dusted) | - 1955: Murowany kogut (All Fowled Up) - 1956: Kogut kontra łasica (Weasel Stop) - 1956: Chmury nad podwórkiem (The High and the Flighty) - 1956: Raw! Raw! Rooster! - 1957: Fox Terror - 1958: Młoda krew (Feather Bluster) - 1958: Weasel While You Work - 1959: Zagrożone królestwo (A Broken Leghorn) - 1960: Crockett-Doodle-Do - 1960: The Dixie Fryer - 1961: Zniszczyć małego (Strangled Eggs) - 1962: The Slick Chick - 1962: Kwoka amator (Mother Was a Rooster) - 1963: Banty Raids |

## Inne występy
Kurak Leghorn wystąpił w komputerowej grze platformowej The Bugs Bunny Birthday Blowout wydanej na konsolę NES w 1990 i serialach animowanych The Looney Tunes Show (2011–2014) oraz Królik Bugs: serial twórców Zwariowanych melodii (od 2015).
Kurak Leghorn zagrał epizodyczne role w filmach (wybór):
- 1988: Kto wrobił królika Rogera?
- 1996: Kosmiczny mecz
- 2003: Looney Tunes znowu w akcji
- 2015: Looney Tunes: Kto dogoni Królika

Odpowiednikiem Kuraka Leghorna w Przygodach Animków (1990–1995) jest Kogut Fumek (ang. Fowlmouth).